# Elattoneura pasquinii
Elattoneura pasquinii är en trollsländeart som beskrevs av Giovanni Consiglio 1978. Elattoneura pasquinii ingår i släktet Elattoneura och familjen Protoneuridae. IUCN kategoriserar arten globalt som sårbar. Inga underarter finns listade i Catalogue of Life.